# Jean Tuja
Jean Tuja, né le 11 septembre 1895 au Puy (Haute-Loire) et mort le 8 janvier 1972 à Suresnes (Hauts-de-Seine).
Élève à l'École polytechnique (France), il fait la campagne 1914-1918. Il entre ensuite à l'École des mines de Paris. Il épouse Thérèse Mange, fille d'Alfred, Directeur Général de la Compagnie Paris-Orléans et Premier Président de Union Internationale des Chemins de Fer (UIC).

## Carrière
Ingénieur du Corps des Mines, il passe ensuite à la Compagnie P.L.M. et fait carrière à la S.N.C.F. à partir de 1924.
Détaché en 1945 à l'Office Central des Transports Intérieurs Européens (ECITO), il en devient Directeur Général adjoint et Directeur adjoint de la Commission Économique pour l'Europe des Nations unies à Genève.
Secrétaire Général de l'Union Internationale des Chemins de Fer (UIC) de 1949 à 1960. Retraité avec le titre de Directeur Général adjoint de la S.N.C.F.

## Décorations
- Officier de la Légion d'honneur (1951)[2]
- Croix de guerre 1914–1918